# Петријано
Петријано (итал. Petriano) је насеље у Италији у округу Пезаро и Урбино, региону Марке.
Према процени из 2011. у насељу је живело 303 становника. Насеље се налази на надморској висини од 304 м.

## Становништво
| 1931. | 1936. | 1951. | 1961. | 1971. | 1981. | 1991. | 2001. | 2011. |
| ----- | ----- | ----- | ----- | ----- | ----- | ----- | ----- | ----- |
| 1.533 | 1.486 | 1.609 | 1.643 | 1.878 | 2.142 | 2.257 | 2.457 | 2.814 |